# Super Turrican 2
Super Turrican 2 est un jeu vidéo de type run and gun développé par Factor 5 et édité par Ocean Software, sorti en 1995 sur Super Nintendo.

## Accueil
- IGN : 7,5/10 (Wii)[1]